# Abraxas propsara
Abraxas propsara är en fjärilsart som beskrevs av Eugen Wehrli 1935. Abraxas propsara ingår i släktet Abraxas och familjen mätare. Inga underarter finns listade i Catalogue of Life.